# NRB (기업)
주식회사 NRB는 대한민국의 이동형 모듈러 건축 기업이다. 2025년 7월 이후 모듈러 건축 기업으로는 최초로 코스닥 시장에 상장된 업체이기도 한다.

## 역사
2019년 포스코에이앤씨건축사사무소(포스코A&C) 출신들이 주축이 돼 설립되었으며 창업주인 강건우 대표이사를 비롯해 주요 실장급 대부분이 포스코A&C에서 근무한 적이 있다.
창업 초기 전북대학교 창업도약패키지와 전북테크노파크의 지원으로 PC 모듈러 구조 시스템을 개발했다.
2025년 7월 28일 대표 주관 회사를 NH투자증권, 인수회사를 KB증권으로  공모가 21,000원에 코스닥 시장에 상장되었다. 상장일 거래에서 공모가 대비 20.67% 하락한 1만 6,660원에 거래를 마쳤다.

## 사업
2018년 고창고등학교 모듈러 교사(이동형 학교), 2023년 콘크리트 모듈러 기숙사인 경북소프트웨어마이스터고등학교 생활관을 준공하였다.

## 공장
11,300평(부지 31,000평)의 규모로 프리캐스트 콘크리트(PC)모듈러와 철골 모듈러를 생산한다.